# IBM Public License
IBM Public License est une licence libre qui est incompatible avec la GPL.